# تيسون إدواردز
تيسون إدواردز (بالإنجليزية: Tyson Edwards)‏ هو لاعب كرة قدم أسترالية أسترالي، ولد في 6 أغسطس 1976 في أديلايد في أستراليا.

## وصلات خارجية
- تيسون إدواردز على موقع AustralianFootball.com (الإنجليزية)
- تيسون إدواردز على موقع AFLtables.com (الإنجليزية)